# Litarcturus coppingeri
Litarcturus coppingeri là một loài chân đều trong họ Antarcturidae. Loài này được Miers miêu tả khoa học năm 1881.